# Grzeczna młodzież
Grzeczna młodzież – debiutancki album zespołu ADHD Syndrom, wydany 11 maja 2009 roku. Pierwszym singlem, który promuje album jest utwór „Zabawa”.

## Lista utworów
Opracowano na podstawie materiału źródłowego.
| 1. „TV” 2. „Ring” 3. „Zabawa” 4. „To my!” 5. „Zawsze do przodu” 6. „I dlatego właśnie” 7. „M.E.B.P.” 8. „Papaj Chuligan” 9. „Martwe ciała” 10. „W biegu dni” 11. „Grzeczna młodzież” 12. „Na krwi” 13. „Nowe obietnice, stare poczynania” |

## Twórcy
- Franek „Szczupły” Podlipni – wokal, gitara
- Konrad „Pepsi” Janik – gitara
- Grzesiek „Bojler” Janczy – gitara basowa
- Szymon „Grymas” Dziatkowicz – perkusja